# 순애 (드라마)
《순애》는 KBS 2TV에서 1982년 5월 8일부터 1982년 12월 26일까지 방영되었던 드라마이다.

## 소개
순수한 사랑을 통해서만 결혼의 꽃을 피울 수 있다는 내용의 주말드라마

## 출연진
- 신구
- 반효정
- 남일우
- 원미경 → 박준금
- 서인석
- 김난영
- 안옥희